# Квантовое самоубийство
Ква́нтовое самоуби́йство — мысленный эксперимент в квантовой механике, который был предложен независимо друг от друга Хансом Моравеком в 1987 и Бруно Маршалом в 1988 году. В 1998 году был расширен Максом Тегмарком. Этот мысленный эксперимент, являясь модификацией мысленного эксперимента с котом Шрёдингера, наглядно показывает разницу между двумя интерпретациями квантовой механики: копенгагенской интерпретацией и многомировой интерпретацией Эверетта. Фактически эксперимент представляет собой эксперимент с котом Шрёдингера с точки зрения кота.
В предложенном эксперименте на участника направлено ружьё, которое стреляет или не стреляет в зависимости от распада какого-либо радиоактивного атома. Риск того, что в результате эксперимента ружьё выстрелит и участник умрёт, составляет 50 %. Если копенгагенская интерпретация верна, то ружьё в конечном итоге выстрелит, и участник умрёт. Если же верна многомировая интерпретация Эверетта, то в результате каждого проведенного эксперимента вселенная расщепляется на две вселенных, в одной из которых участник остается жив, а в другой погибает. В мирах, где участник умирает, он перестает существовать. Напротив, с точки зрения неумершего участника, эксперимент будет продолжаться, не приводя к исчезновению участника. Это происходит потому, что в любом ответвлении участник способен наблюдать результат эксперимента лишь в том мире, в котором он выживает. И если многомировая интерпретация верна, то участник может заметить, что он никогда не погибнет в ходе эксперимента.
Участник никогда не сможет рассказать об этих результатах, так как с точки зрения стороннего наблюдателя, вероятность исхода эксперимента будет одинаковой и в многомировой, и в копенгагенской интерпретациях.
Одна из разновидностей этого мысленного эксперимента носит название «квантовое бессмертие». В этом парадоксальном эксперименте предсказывается, что если многомировая интерпретация квантовой механики верна, то наблюдатель вообще никогда не сможет перестать существовать.